# Cala Sur
Cala Sur är en ort i Mexiko.   Den ligger i kommunen Atempan och delstaten Puebla, i den sydöstra delen av landet, 180 km öster om huvudstaden Mexico City. Cala Sur ligger 2 096 meter över havet och antalet invånare är 2 511.
Terrängen runt Cala Sur är lite bergig, och sluttar norrut. Runt Cala Sur är det ganska tätbefolkat, med 179 invånare per kvadratkilometer. Närmaste större samhälle är Teziutlan, 6,6 km öster om Cala Sur. I omgivningarna runt Cala Sur växer huvudsakligen savannskog.